# Пласконний Павло Сергійович
Пласконний Павло Сергійович (біл. Павел Сяргеевіч Пласконны, нар. 29 січня 1989, Бєлиничі, БРСР) — колишній білоруський футболіст, захисник, гравець збірної Білорусі з футболу.

## Клубна кар'єра
Виступав за молодіжний склад московського «Локомотива», згодом був переведений в дублюючий склад. За основу Павло зіграв лише раз: 29 березня 2003 року у грі Кубка Прем'єр-ліги з «Торпедо-Металургом». Продовжив у солігорському «Шахтарі».
У січні 2007 року був на перегляді в «Лаціо»[джерело?]. На початку грудня того ж року Пласконний уклав угоду з підмосковною командою «Хімкі», але в підсумку опинився в грецькому «Паніоніосі», з яким 28 січня 2008 року уклав угоду на 2,5 роки.
З 2009 по 2010 роки захищав кольори «Шахтаря». З липня 2010 року по грудень 2011 року виступав за футбольну команду «Німан». 2 грудня 2011 року уклав трирічну угоду з мінським «Динамо». Полишив розташування «Динамо» 2013 року після закінчення угоди. У 2014 році виступав за «Атирау». У 2015 почав сезон у «Вітебську». З середини 2015 року виступав за «Білшину».

## Міжнародна кар'єра
У національній збірній Білорусі провів свій перший виступ 15 листопада 2006 року в товариському матчі зі збірною Естонії в Талліні (1: 2). Забив свій єдиний м'яч за збірну 2 лютого 2008 року на XVI міжнародному турнірі національних збірних на Мальті в товариському матчі зі збірною Ісландії (2:0).